# 仁寿殿

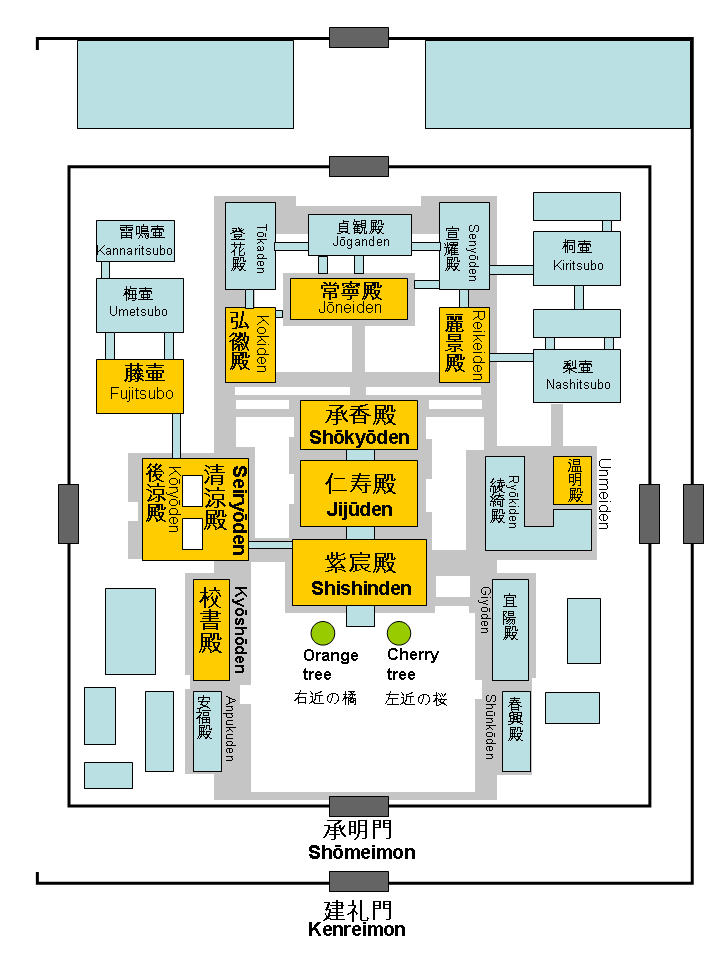
平安京内裏図

仁寿殿（じじゅうでん・じんじゅでん）とは、平安京の内裏における殿舎のひとつ。中殿とも後殿とも呼ばれた。
内裏のほぼ中央にあり、紫宸殿の北、承香殿の南、清涼殿の東に位置した。北後方には後宮である七殿五舎が存在した。
檜皮葺（ひわだぶき）の屋根を持ち、東西七間、南北四間の母屋の四面に廂をつけ、東西九間、南北六間の平面規模を持つ建物であった。平安時代初期に天皇の日常生活の居所として使用されたため、天皇が毎朝、伊勢神宮などを遙拝する石灰の壇（いしばいのだん）があった。
平安時代中期の宇多天皇の時代に天皇の日常生活の居所は主に仁寿殿から清涼殿へ移ったと考えられており、天皇の住まいの場が清涼殿へ移ってからは内宴、元服等の儀式を行ったり、庭で行われた相撲、蹴鞠等の各種行事を観覧する場所になった。
院政期以降、仁寿殿は仮に設けられた内裏である里内裏において「仁寿殿代」として再建された事はあるものの、紫宸殿や清涼殿とは違って現在の京都御所には伝わっていない。